# Mora, Minnesota
Mora är en stad i centrala Minnesota i USA, och countysäte i Kanabec County. Staden är belägen där Minnesota Highway 23 och Minnesota Highway 65 möts. Vid folkräkningen 2010 uppgick befolkningen till 3 571 personer.
I Mora finns en stor Dalahäst och en Moraklocka för att påminna om stadens svenska rötter. 

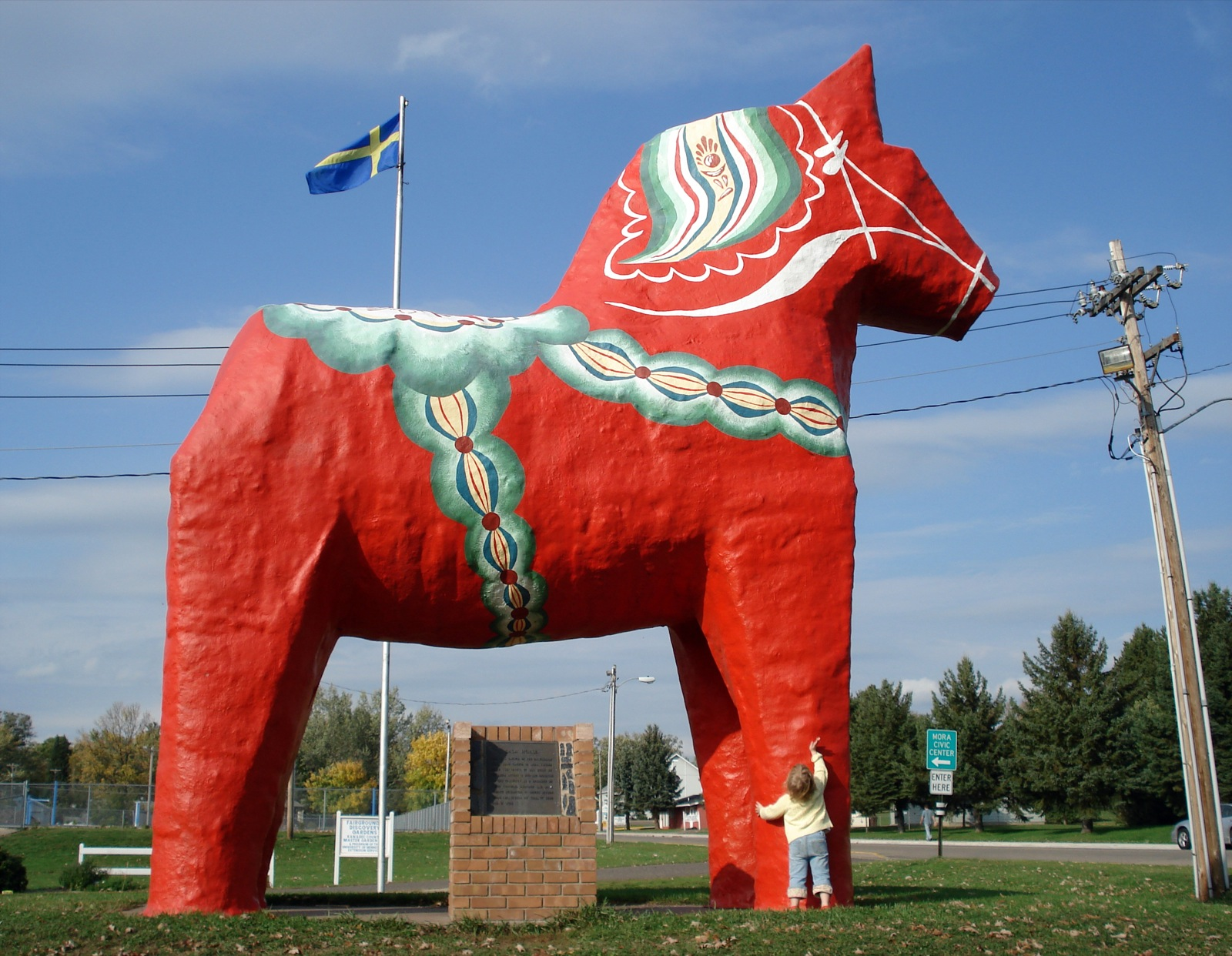
Dalahäst byggd av lokalbor 1971, den är 7,3 meter hög.

## Namn
År 1882 fick orten sitt officiella namn Mora, detta av Israel Israelsson som med sin familj utvandrade från Mora och Vinäs 1871.

## Vänorter
År 1972 blev staden vänort med den svenska Mora kommun. Bakgrunden var att orten  arrangerade långlopp på skidor. Detta avtal sades dock upp av Mora kommun 2021.

## Sport
Varje år i februari anordnas skidloppet Vasaloppet USA, liksom kanottävlingen Snake River Canoe Race, maratonloppet Mora Half-Marathon och cykeltävlingen Mora Bicycle Tour.